# Étoile du courage

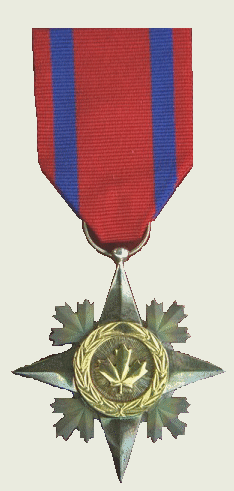
Étoile du courage.

L’Étoile du courage (ÉC) est la seconde décoration en importance du système de distinctions canadien pour des actes de bravoure après la Croix de la vaillance. Créée en 1972, elle est remise en reconnaissance « d'actes de courage remarquables accomplis dans des circonstances très périlleuses ». Les récipiendaires de l'Étoile du courage peuvent ajouter l'abréviation É.C. après leur nom.